# Lestoidea brevicauda
Lestoidea brevicauda – gatunek ważki z rodziny Lestoideidae.
Imagines obu płci odznaczają się jasną plamką u nasady obu czułków. Samiec ma górne przydatki analne silnie zakrzywione dobrzusznie, u nasady grube i z kolcem brzusznym, natomiast dolne przysadki mają pazurkowaty, krótki płat końcowy. Samice mają środkowy płat przedplecza z tyłu szeroko zaokrąglony.
Ważka ta jest endemitem północno-wschodniej Australii, gdzie rozmnaża się w strumieniach lasów deszczowych.